# Idaea verrucifera
Idaea verrucifera là một loài bướm đêm trong họ Geometridae.